# Шилинь

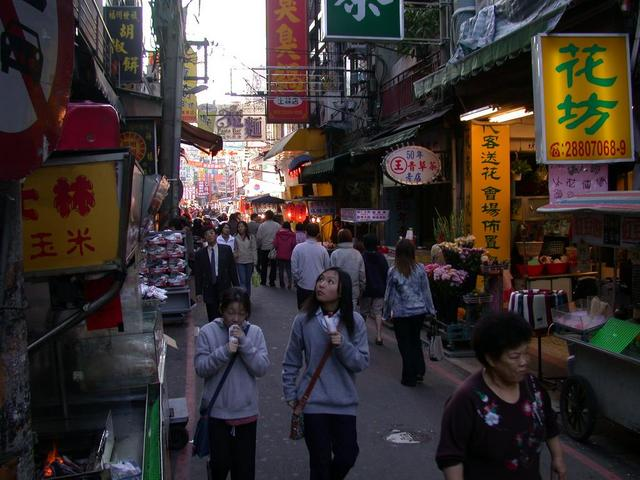
Ночной рынок в Шилине

Шилинь (кит. трад. 士林區, пиньинь Shìlín Qū) — район Тайбэя, расположенной в северной части города. Район разделен на 51 деревню (里), которые делятся на 987 районов (鄰).
В этом районе расположены известные туристические достопримечательности: национальный музей Гугун, астрономический музей Тайбэя, резиденция Чан Кайши, ночной рынок «Шилинь», музей аборигенов Формозы Шунг Йе, музей императорского дворца. Также в Шилине находится Центральное командование ВМС Китайской Республики.
Название происходит от кетангаланского слова, обозначающего горячие источники, трансформировавшегося через китайскую транслитерацию «八芝蘭».
До поселения Хан в этом районе проживала община Кимассау 麻少翁社) — аборигенов Тайваньских равнин. В эпоху Цин был построен форт, позже названный Чжилань И Бао (первый форт / поселение Патцирана,芝蘭一堡). Во времена династии Цин в этом районе было открыто множество частных, государственных и общественных школ. При поздней династии Цин «многие литературные таланты из Шилиня прошли имперский экзамен», что побудило местных дворян переименовать его в Шилинь (士林), что означает «собрание ученых и талантов». В 1920 году под властью Японии этот район был организован как Shirin Village (яп. 士林莊) а в 1933 году — Shirin Town (яп. 士林街) в Shichisei District (яп. 七星郡) префектуры Тайхоку . В 1945 году после Второй мировой войны он был преобразован в поселок Шилин (士林鎭), Округ Тайбэй (臺北縣).
Шилинь — это прежде всего жилой район, в котором есть несколько известных кварталов, таких как Вайшуанси (外雙溪) и Тяньму . Лидер Гоминьдана Чан Кайши жил в Шилине после перемещения правительства Китайской Республики на Тайвань после гражданской войны в Китае. Здесь проживает большая часть иностранного населения, в основном сосредоточенного в районе Тяньму . Долгое время эмигранты из Европы, США, Канады, Юго-Восточной Азии и Японии предпочитали жить, вести бизнес и открывать посольства и офисы, главным образом из-за окружающей среды — район расположен у подножия Янминшаня, а также из-за того, что все здесь расположены международные школы.
В Шилине расположены национальный центр научного образования Тайваня, три университета: Университет Мин Чуань, Университет Сучжоу и Университет китайской культуры, несколько международных школ, в том числе Тайбэйская американская школа, Тайбэйская японская школа, Университетская академия Primacy и Тайбэйская европейская школа. В округе также есть два профессиональных колледжа, четыре старших средних школы, восемь неполных средних школ и двадцать начальных школ.

## Население
| Год  | Численность | Численность |
| ---- | ----------- | ----------- |
| 2001 | 294 434     | [ 5 ]       |
| 2002 | 291 916     | [ 6 ]       |
| 2003 | 291 348     | [ 7 ]       |
| 2004 | 289 142     | [ 8 ]       |
| 2005 | 289 042     | [ 9 ]       |
| 2006 | 287 713     | [ 10 ]      |
| 2007 | 288 179     | [ 11 ]      |
| 2008 | 287 260     | [ 12 ]      |
| 2009 | 285 914     | [ 13 ]      |
| 2010 | 283 724     | [ 14 ]      |
| 2011 | 284 976     | [ 15 ]      |
| 2012 | 287 298     | [ 16 ]      |
| 2013 | 289 164     | [ 17 ]      |
| 2014 | 289 898     | [ 18 ]      |
| 2015 | 290 649     | [ 19 ]      |
| 2016 | 290 682     | [ 20 ]      |
| 2017 | 289 916     | [ 21 ]      |
| 2024 | 266 102     | [ 2 ]       |